# Ghor
Ghor (Ghur), med en äldre benämning Parapanisos (lat. Paropamisus), är ett bergsområde i Hindukush i nuvarande Afghanistan.